# 肿节少穗竹
肿节少穗竹（学名：Oligostachyum oedogonatum）为禾本科少穗竹屬下的一个种。

## 扩展阅读
- 維基物種上的相關：肿节少穗竹